# 義体化
義体化（ぎたいか）は、『攻殻機動隊』シリーズ中で使用される、サイボーグ化を意味する造語。
手足の各部分に使用される義肢、人工臓器、組織生体工学の技術が、ロボティクスと結びついて発展し、やがて脳や中枢神経を除く全ての器官が機械化される時代を描いた士郎正宗の漫画『攻殻機動隊』でこの言葉が使われた。
攻殻シリーズの時代では主に機械的な素材を使用した補完が描かれている。